# سامسونگ اس‌جی‌اچ-اف۴۸۰

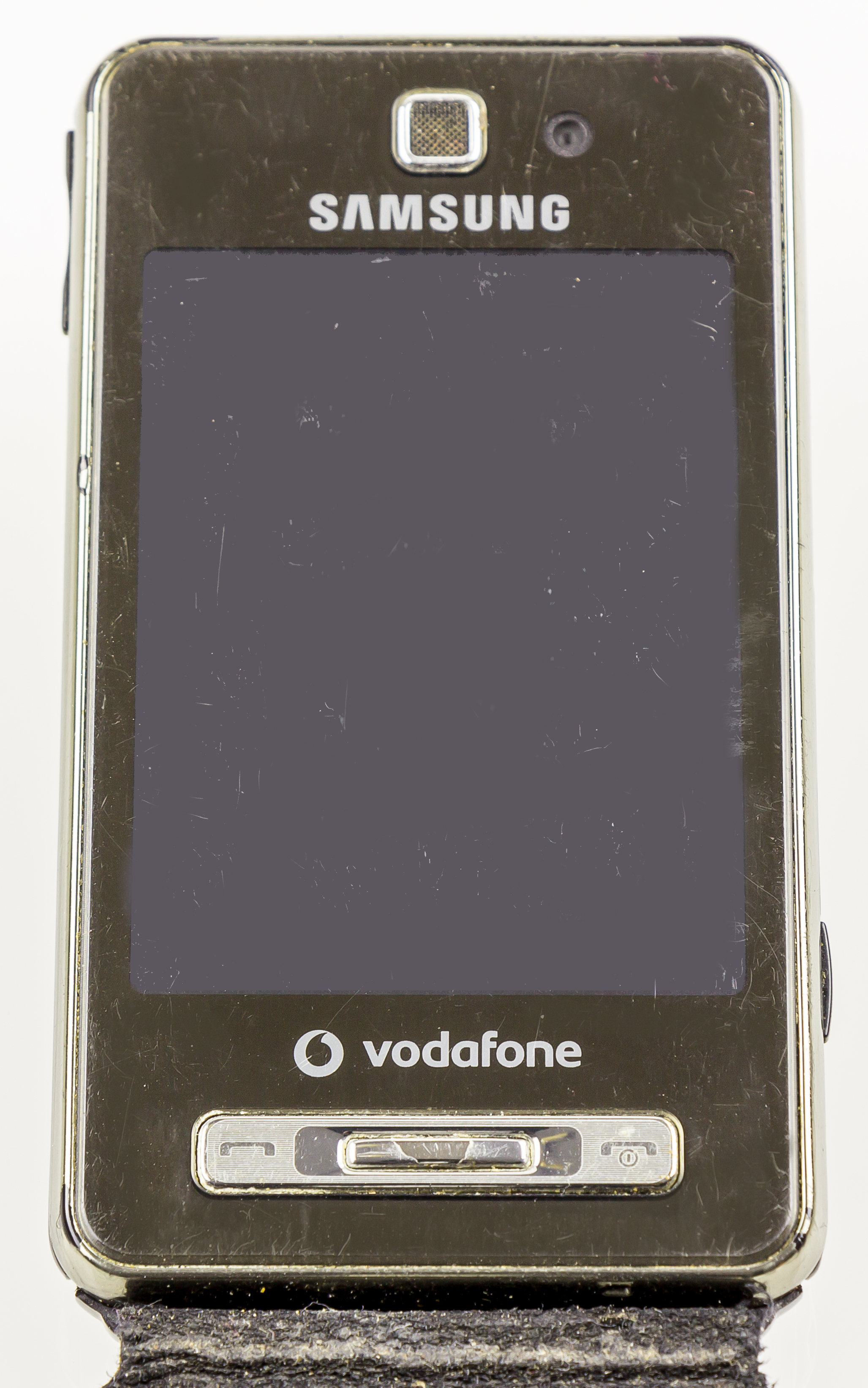
Samsug SGH-F480V

سامسونگ اس‌جی‌اچ-اف۴۸۰ یک‌نمونه از گوشی‌های تلفن همراه سری F شرکت سامسونگ می‌باشد  که توسط همین شرکت به بازار عرضه شده‌است.